# 청색증
청색증(의학: cyanosis, 靑色症)은 피부나 점막에 산소포화도가 83% 이하일 때 나타나는 현상이다. 입술이나 입 안의 점막, 손 등 피부조직이 앏은 곳에서 잘 나타난다.

## 종류
종류는 총 3가지로 나뉜다.

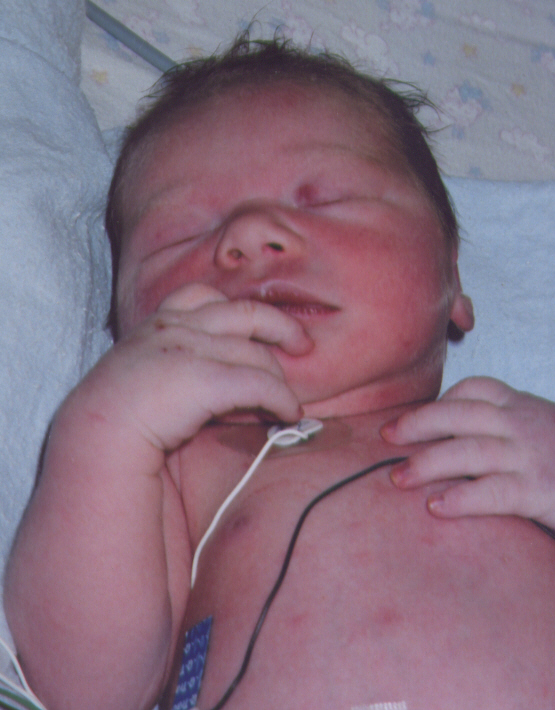
중심성 청색증이 발생한 영아

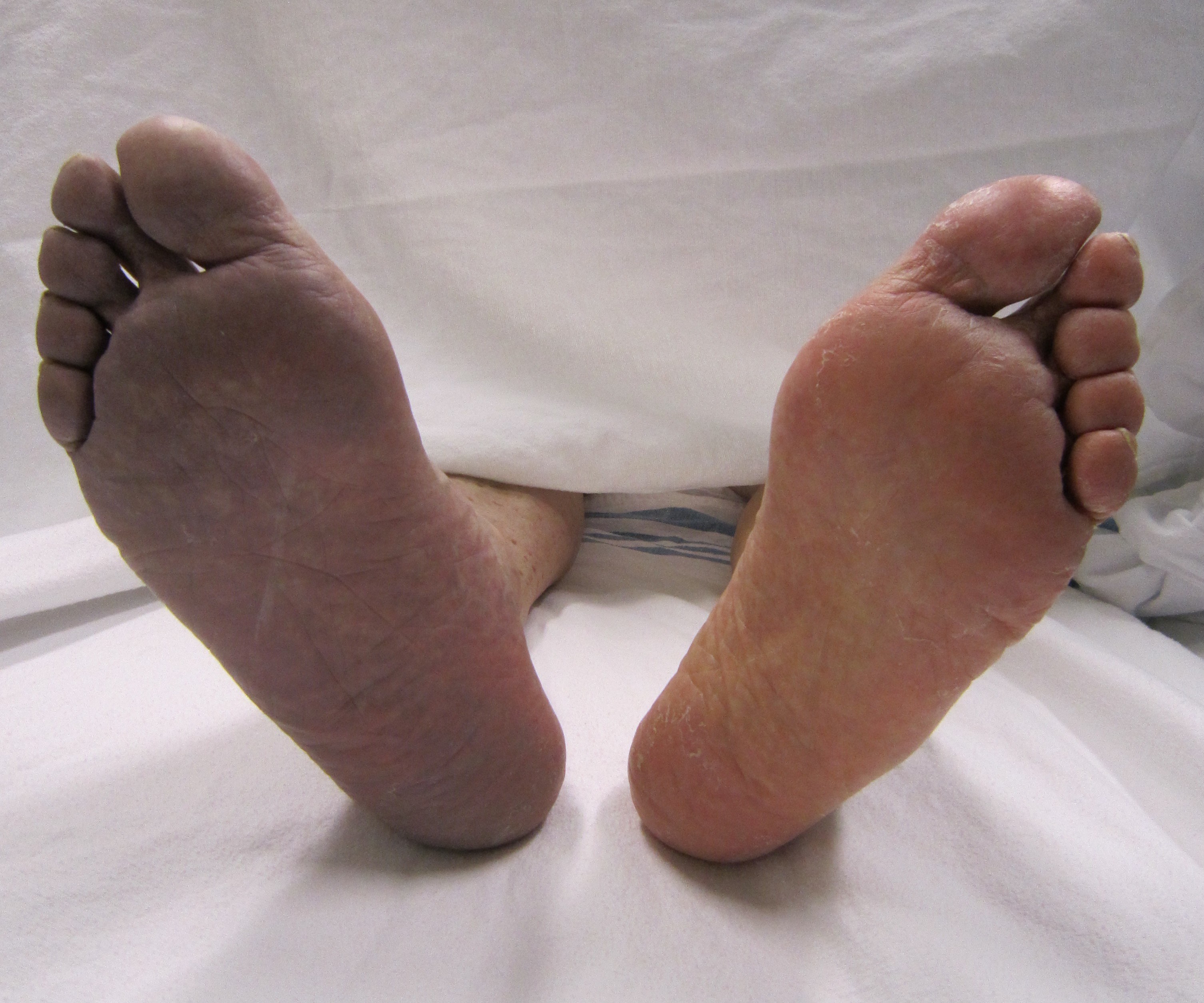
말초성 청색증이 발생한 오른쪽 발

- 중심성 청색증 : 동맥의 산소 포화도가 감소할 때 발생하고, 특히 산소 분압이 45mmHg 이하일 경우 뚜렷하게 관찰된다. 중심성 청색증 환자는 폐 질환이나 선천성 심장 질환을 앓는 경우가 흔하다. 또한 사는 곳이 고산 지대인 경우나 메트헤모글로빈, 황헤모글로빈 등과 같은 이상 적혈구가 존재할 때도 관찰된다.

- 말초성 청색증 : 말초 혈류 속도 감소 및 혈관 수축에 의해 조직에서 적혈구로부터 산소추출이 증가하면 정맥과 모세혈관의 산소 포화도가 감소하게 되어 발생한다. 쉽게 말하면 혈액의 순환이 제대로 되지 않았을 때를 의미한다. 대개 입 안이나 혀 밑의 점막에서는 나타나지 않는 것으로 중심성과 감별할 수 있으며 추위에 노출되거나 쇼크, 심부전, 말초 혈관 질환 등이 있을 때 발생한다.

- 혼합형 청색증 : 중심성과 말초성 두 가지가 동시에 나타나는 것이다. 심근 경색으로 심부전 상태에서 폐 부종이 발생했을 때 흔히 발생한다.

## 치료
영아시기에 청색증이 나타나는 경우 선천성 심장 질환이 있음을 알 수 있는데, 몸통 중심부에 청색증이 발생한 경우 심폐질환 가능성이 있으나, 몸의 끝부분에 청색증이 발생한 경우 혈액순환을 돕는다.

## 청색증을 의심해 볼 만한 진단법
- 지속 기간(출생 후 청색증은 선천성 심장질환을 암시한다)과 노출(비정상적인 헤모글로빈을 유발하는 약물이나 화학 물질)에 대해 확인한다.
- 중심성 청색증과 말초성 청색증을 구별한다.
- 곤봉지를 확인한다 : 곤봉상(棍棒狀)과 청색증의 결합은 선천성 심장질환을 암시하고 때때로 폐질환도 유발할 수 있다.[4]
- 청색증이 수족(手足)에 국한되어 있다면 말초혈관 질환을 의심해본다.
- 헤모글로빈 전기영동, 분광법과 메트헤모글로빈의 수치 측정을 이용하여 비정상적인 헤모글로빈을 확인한다.

## 같이 보기
- 기흉
- 심장병
- 저산소증
- 폐기종
- 폐렴